# Alvin Schwartz
Pour les articles homonymes, voir Schwartz.
Alvin Schwartz (né le 17 novembre 1916 à New York et mort le 28 octobre 2011 à Chesterville) est un scénariste de bande dessinée et de documentaires audiovisuels américain. Il a travaillé pour l'industrie du comic book de 1939 à 1958 (notamment sur Batman et Superman) avant de se tourner vers le monde de l'entreprise grâce à ses compétences en marketing visuel. Installé au Canada en 1968, il travaille ailleurs pour l'État, écrivant des documentaires pour l'Office national du film du Canada jusqu'à la fin des années 1980 tout en écrivant et en faisant des conférences sur les super-héros et la bande dessinée.

## Publications
- Alvin Schwartz (trad. de l'anglais par Georges Charbonnier et André Frédérique), Le Cinglé [« The Blowtop »], Paris, L'Élan, 1950 (1re éd. 1948), 254 p.

## Prix et récompenses
- 2006 : Prix Bill Finger